# انتشارات دل
انتشارات دل (انگلیسی: Dell Publishing) یک شرکت انتشاراتی در ایالات متحده آمریکا است.